# Lates
Lates is een geslacht van straalvinnige vissen uit de familie van Latidae (reuzenbaarzen). Het geslacht is voor het eerst wetenschappelijk beschreven in 1828 door Cuvier & Valenciennes.

## Soorten
- Lates angustifrons Boulenger, 1906
- Lates calcarifer (Bloch, 1790) – Barramundi
- Lates japonicus Katayama & Taki, 1984
- Lates lakdiva Pethiyagoda & Gill, 2012
- Lates longispinis Worthington, 1932
- Lates macrophthalmus Worthington, 1929
- Lates mariae Steindachner, 1909
- Lates microlepis Boulenger, 1898
- Lates niloticus (Linnaeus, 1758) – Nijlbaars
- Lates stappersii (Boulenger, 1914)
- Lates uwisara Pethiyagoda & Gill, 2012